# Szőlősardó
Szőlősardó es un pueblo ubicado en el distrito de Edelény, condado de Borsod-Abaúj-Zemplén, Hungría.

## Superficie
Posee una superficie de 10,66 kilómetros cuadrados.

## Demografía
Hasta 2022 la población era de 92 habitantes, con una densidad de población de 8,630 habitantes por kilómetro cuadrado.